# 박진희 (1973년)
박진희(1973년 10월 26일 ~ )는 대전MBC 아나운서를 지낸 전력이 있는 서울TBN한국교통방송의 라디오 캐스터이다.

## 학력
- 경희대학교 아동거주학과

## 이력
1997년 대전MBC 아나운서로 입사하였고 2009년 7월에 대전MBC 아나운서를 퇴사한 이후 TBN한국교통방송 라디오 프리랜서 캐스터로 옮겼다.

### TV 프로그램
- 대전MBC 《MBC 뉴스투데이》
- 대전MBC 《MBC 뉴스 (930)》
- 대전MBC 《MBC 뉴스 630》
- 대전MBC 《건강플러스》

### 라디오 프로그램
- 2005년 : 대전MBC 《대전MBC 별이 빛나는 밤에》
- 2011년 ~ 현재 TBN 《굿모닝 코리아》